# گراهام بیکر (کارگردان)
گراهام بیکر (انگلیسی: Graham Baker؛ زادهٔ حدود ۱۹۳۸ در انگلستان) کارگردان فیلم، کارگردان تلویزیونی اهل انگلستان است. او بین سال‌های ۱۹۸۱ تا ۱۹۹۹ چندین فیلم بلند هالیوودی را کارگردانی کرد که از جمله آن‌ها می‌توان به فیلم علمی–تخیلی ملت بیگانه (۱۹۸۸) اشاره کرد.
بیکر در کالج لِستر انگلستان در رشته‌های نقاشی، طراحی گرافیک و معماری تحصیل کرد. نخستین اثر سینمایی او فیلم کوتاه ترک لیلی (به انگلیسی: Leaving Lily) (۱۹۷۵) بود که نامزد دریافت جایزهٔ آکادمی هنرهای فیلم و تلویزیون بریتانیا شد. او همچنین سابقهٔ کارگردانی تبلیغات تلویزیونی برای شرکت‌های بزرگ را دارد؛ از جمله مجموعه تبلیغاتی «جو ایسوزو» برای شرکت ایسوزو در دههٔ ۱۹۸۰ که به دلیل طنز خاص آن شهرت یافت.
از جمله آثار وی می‌توان به طالع نحس ۳: درگیری نهایی (۱۹۸۱) و بیوولف (۱۹۹۹) اشاره کرد.